# 二裂薹草
二裂薹草（学名：Carex lachenalii）为莎草科薹草属的植物。分布于亚洲、日本、欧洲、朝鲜以及中国大陆的吉林省等地，生长于海拔2,600米的地区，多生在高山冻原上，目前尚未由人工引种栽培。

## 异名
- Carex pipartita auct. non All.
- Carex tripartita auct. non All.:Egor.